# Rock Meets Classic
Rock Meets Classic (RMC) е концертна серия, която обикаля Германия и други европейски страни редовно веднъж годишно от 2010 г. насам с различни звездни гости. Симфоничен оркестър и различни групи свирят заедно хитове от рок историята, които се пеят предимно от оригиналните певци, които се сменят всяка година. Симфоничният оркестър на RMC, който е събран специално за поредицата от концерти, поема класическата част от аранжиментите, докато до 2020 г. Mat Sinner Band, немска рок група, която е придружена от няколко фонови певци, отговаря за рок музиката. От 2010 до 2020 г. Мат е грешникмузикален директор и творчески директор на продукцията Rock Meets Classic. Постоянната поддържаща група включва Златко Джими Кресич (клавишни), Алекс Бейрод и Том Науман и Оливер Хартман (Ат Ванс) на китари (Primal Fear) - (Sinner), Мориц Мюлер на барабани (The Intersphere) и певците Саша Кребс (The Queen Kings) – (Грешница), Габриела Гунчикова и Джорджия Колелуори (Грешница). През 2020 г. турнето трябва да бъде отменено рано поради корона пандемията, а през 2021 и 2022 г. не се състои турнета пак поради пандемията.

## История на фестивала
През 1992 г. за първи път има турне Rock Meets Classic. Идеята е на Манфред Хертлайн, управляващ директор и основател на Manfred Hertlein Veranstaltungs GmbH. След аплодираното изпълнение в „Wetten,dass..?“ на Томас Готшалк и разпродадено турне през Южна Германия, Rock Meets Classic тръгват на турне в 30 града във Федералната република през 1993 г. Rock Meets Classic се отличава от други продукции от този вид по това, че песните се пеят от оригиналните изпълнители, а не просто се възпроизвеждат инструментално. Съпътстващият оркестър, който се състои от 16 члена през 1993 г., е разширен до 42 членове от 2010 г.
През 2002 г. ново издание на турнето е показано за първи път и в Австрия. През 2010 г. проектът е възобновен за втори път и оттогава турнето се провежда ежегодно с променящ се състав.